# آبرینا
آبرینا (نام علمی: Abryna) نام یک سرده از تیره سوسک‌های شاخک‌دراز است.